# فهرست شهرداران تهران
این نوشتار فهرست شهرداران تهران است.

## پیشینه
در خصوص تاریخ دقیق تأسیس شهرداری تهران و نیز اولین شهردار تهران، اختلاف نظر فراوانی وجود دارد. از آغازین روزهای این تشکیلات، افراد زیادی مصدر امور احتسابیه بوده‌اند، نظیر کنت دومونت فرت، لطفعلی خان اردلان ،محمدحسن اعتمادالسلطنه، میرزا آقا اصفهانی، مختارالسلطنه و… اعتماد السلطنه در سوم صفر ۱۲۹۹ قمری، درباره حوزه مسئولیتش در احتسابیه تهران می‌نویسد: «... به واسطه کثافات خیابان‌ها، ناصرالدین‌شاه مرا معزول گردانید.»

## فهرست

### پادشاهی مشروطه
| ر.   | نام (دوران زندگی)             | نام (دوران زندگی)                   | نگاره         | آغاز تصدی                   | پایان تصدی       | گمارنده     | گمارنده     |          |
| ---- | ----------------------------- | ----------------------------------- | ------------- | --------------------------- | ---------------- | ----------- | ----------- | -------- |
| –    |                               | محمدمیرزا قاجار (۱۳۰۷–۱۲۴۴) کفیل    |               | خرداد ۱۲۸۶                  | ۱۲۸۷             | وزارت داخله | وزارت داخله |          |
| –    |                               | عباس‌خان مهندس‌باشی (۱۳۱۵–؟) کفیل     |               | ۱۲۸۷                        | ۱۲۸۸             | —           | —           |          |
| –    |                               | خلیل ثقفی (۱۳۲۳–۱۲۴۱)               |               | ۱۲۸۸                        | ۱۲۸۹             | —           | —           |          |
| ۱    | ۱۲۸۹                          | خلیل ثقفی (۱۳۲۳–۱۲۴۱)               | ۱۲۹۲          |                             | عضدالملک         |             |             |          |
| ۲    |                               | ابراهیم‌خان یمین‌السلطنه (؟–؟)        |               | ۱۲۹۲                        | ۱۲۹۹             | وزارت داخله | وزارت داخله |          |
| ۳    |                               | گاسپار ایپگیان (۱۳۳۳–۱۲۶۲)          |               | ۱۳۰۰                        | ۱۳۰۲             |             | طباطبایی    | طباطبایی |
| –    |                               | کریم بوذرجمهری (۱۳۳۱–۱۲۶۵)          |               | آبان ۱۳۰۲                   | تیر ۱۳۰۹         |             | پهلوی       |          |
| ۴    | تیر ۱۳۰۹                      | کریم بوذرجمهری (۱۳۳۱–۱۲۶۵)          | ۲۵ دی ۱۳۱۲    |                             |                  |             | پهلوی       |          |
| –    |                               | فضل‌الله بهرامی (۱۳۴۵–۱۲۷۳) کفیل     |               | ۲۵ دی ۱۳۱۲                  | ۱۳۱۳             | —           | —           |          |
| ۵    |                               | حسین‌قلی هوشمند (؟–؟)                |               | ۱۳۱۳                        | ۱۳۱۷             | —           | —           |          |
| –    |                               | تقی خواجه‌نوری (؟–؟) کفیل            |               | ۵ آذر ۱۳۱۷                  | ۴ دی ۱۳۱۷        | —           | —           |          |
| –    |                               | قاسم صور اسرافیل (۱۳۲۷–۱۲۶۱)        |               | ۴ دی ۱۳۱۷                   | ؟                | —           | —           |          |
| ۶    | ؟                             | قاسم صور اسرافیل (۱۳۲۷–۱۲۶۱)        | ۱۳۱۹          | —                           | —                |             |             |          |
| ۷    |                               | علی‌اصغر فروزان (۱۳۶۴–۱۲۷۶)          |               | شهریور ۱۳۱۹                 | ۲ مهر ۱۳۲۰       | —           | —           |          |
| ۸    |                               | مصطفی‌قلی رام (۱۳۶۰–۱۲۷۷)            |               | ۲ مهر ۱۳۲۰                  | آبان ۱۳۲۰        | —           | —           |          |
| (۹)  |                               | فضل‌الله بهرامی (۱۳۴۵–۱۲۷۳)          |               | ۲۴ دی ۱۳۲۰                  | ۱۹ اسفند ۱۳۲۰    | —           | —           |          |
| ۱۰   |                               | سید محمد سجادی (۱۳۶۶–۱۲۷۷)          |               | ۱۹ اسفند ۱۳۲۰               | ۲ بهمن ۱۳۲۱      | —           | —           |          |
| ۱۱   |                               | سید مهدی مشیر فاطمی (۱۳۴۱–۱۲۶۷)     |               | ۵ اسفند ۱۳۲۱                | مهر ۱۳۲۲         | —           | —           |          |
| (۹)  |                               | فضل‌الله بهرامی (۱۳۴۵–۱۲۷۳)          |               | مهر ۱۳۲۲                    | ۱۳ بهمن ۱۳۲۲     | —           | —           |          |
| ۱۲   |                               | عباسقلی گلشائیان (۱۳۶۹–۱۲۸۱)        |               | ۱۳ بهمن ۱۳۲۲                | مرداد ۱۳۲۳       | —           | —           |          |
| ۱۳   |                               | غلامحسین ابتهاج (۱۳۴۶–۱۲۷۶)         |               | مرداد ۱۳۲۳                  | آذر ۱۳۲۴         | —           | —           |          |
| ۱۴   |                               | سید محمود نریمان (۱۳۴۰–۱۲۷۲)        |               | ۱۰ آذر ۱۳۲۴                 | اسفند ۱۳۲۴       |             | حکیمی       |          |
| –    |                               | مهدی مشایخی (۱۳۶۴–۱۲۸۴)             |               | ۲۹ اسفند ۱۳۲۴               | ۳۰ خرداد ۱۳۲۵    |             | قوام        |          |
| ۱۵   | ۳۰ خرداد ۱۳۲۵                 | مهدی مشایخی (۱۳۶۴–۱۲۸۴)             | ۲۴ مرداد ۱۳۲۶ |                             |                  |             | قوام        |          |
| ۱۶   |                               | محمد خلعتبری (۱۳۴۵–۱۲۶۵)            |               | ۲۹ مرداد ۱۳۲۶               | ۱ بهمن ۱۳۲۶      |             | قوام        |          |
| ۱۷   |                               | سید حسام‌الدین دولت‌آبادی (۱۳۶۴–۱۲۸۰) |               | ۱ بهمن ۱۳۲۶                 | ۱۳۲۸             | —           | —           |          |
| (۱۳) |                               | غلامحسین ابتهاج (۱۳۴۶–۱۲۷۶)         |               | ۱۳۲۸                        | ۳۰ بهمن ۱۳۲۸     | —           | —           |          |
| ۱۸   |                               | محمد مهران (۱۳۵۳–۱۲۷۷)              |               | ۳۰ بهمن ۱۳۲۸                | تیر ۱۳۲۹         | —           | —           |          |
| ۱۹   |                               | مهدی نامدار (۱۳۵۳–۱۲۸۰)             |               | تیر ۱۳۲۹                    | فروردین ۱۳۳۰     |             | رزم‌آرا      |          |
| ۲۰   |                               | ارسلان خلعتبری (۱۳۵۵–۱۲۸۳)          |               | فروردین ۱۳۳۰                | اردیبهشت ۱۳۳۰    | —           | —           |          |
| (۱۸) |                               | محمد مهران (۱۳۵۳–۱۲۷۷)              |               | اردیبهشت ۱۳۳۰               | ۲۷ تیر ۱۳۳۱      | —           | —           |          |
| ۲۱   |                               | محمدعلی صفاری (۱۳۶۶–۱۲۷۷)           |               | ۲۷ تیر ۱۳۳۱                 | مرداد ۱۳۳۱       | —           | —           |          |
| ۲۲   |                               | نصرت‌الله امینی (۱۳۸۸–۱۲۹۴)          |               | مرداد ۱۳۳۱                  | ۱۲ تیر ۱۳۳۲      | —           | —           |          |
| ۲۳   |                               | سید محسن نصر (؟–۱۲۸۴)               |               | ۱۲ تیر ۱۳۳۲                 | ۵ آذر ۱۳۳۲       | —           | —           |          |
| (۲۱) |                               | محمدعلی صفاری (۱۳۶۶–۱۲۷۷)           |               | ۵ آذر ۱۳۳۲                  | ۴ اردیبهشت ۱۳۳۳  | —           | —           |          |
| (۱۳) |                               | غلامحسین ابتهاج (۱۳۴۶–۱۲۷۶)         |               | ۴ اردیبهشت ۱۳۳۳             | فروردین ۱۳۳۴     | —           | —           |          |
| ۲۴   |                               | نصرت‌الله منتصر (۱۳۴۲–۱۲۸۰)          |               | فرودین ۱۳۳۴                 | آبان ۱۳۳۴        | —           | —           |          |
| ۲۵   |                               | محمود دولو (؟–۱۲۷۸)                 |               | اردیبهشت ۱۳۳۶               | فرودین ۱۳۳۷      | —           | —           |          |
| ۲۶   |                               | موسی مهام (۱۳۴۳–۱۲۷۵)               |               | فرودین ۱۳۳۷                 | آذر ۱۳۳۸         | —           | —           |          |
| ۲۷   |                               | ناصر ذوالفقاری (؟–۱۲۹۲)             |               | آذر ۱۳۳۸                    | آذر ۱۳۳۹         | —           | —           |          |
| ۲۸   |                               | فتح‌الله فرود (۱۳۶۸–۱۲۸۰)            |               | آذر ۱۳۳۹                    | ۱۸ اردیبهشت ۱۳۴۰ | —           | —           |          |
| (۲۳) |                               | سید محسن نصر (؟–۱۲۸۴)               |               | ۱۸ اردیبهشت ۱۳۴۰            | ۵ خرداد ۱۳۴۱     |             | امینی       |          |
| ۲۹   |                               | احمد نفیسی (۱۳۸۳–۱۲۹۹)              |               | ۵ خرداد ۱۳۴۱                | آذر ۱۳۴۲         | —           | —           |          |
| –    |                               | علی‌اکبر توانا (؟–؟)                 |               | آذر ۱۳۴۲                    | اسفند ۱۳۴۲       | —           | —           |          |
| ۳۰   |                               | سید ضیاءالدین شادمان (۱۳۸۷–۱۳۰۲)    |               | اسفند ۱۳۴۲                  | ۱۲ اردیبهشت ۱۳۴۴ | —           | —           |          |
| ۳۱   |                               | تقی سرلک (۱۳۵۶–۱۲۹۱)                |               | ۱۲ اردیبهشت ۱۳۴۴            | ۱ خرداد ۱۳۴۶     |             | هویدا       |          |
| (۲۱) |                               | محمدعلی صفاری (۱۳۶۶–۱۲۷۷)           |               | ۱ خرداد ۱۳۴۶                | ۱۴ شهریور ۱۳۴۷   | —           | —           |          |
| –    |                               | منوچهر پیروز (۱۳۹۶–۱۳۰۵) کفیل       |               | ۱۵ شهریور ۱۳۴۷              | ۱۲ آبان ۱۳۴۷     |             | انصاری      |          |
| ر.   | نام (دوران زندگی)             | نام (دوران زندگی)                   | نگاره         | آغاز تصدی                   | پایان تصدی       | دورهٔ انجمن  | دورهٔ انجمن  |          |
| ۳۲   |                               | سید جواد شهرستانی (۱۳۹۵–۱۳۰۳)       |               | ۱۲ آبان ۱۳۴۷                | ۹ مهر ۱۳۴۸       | نخست        | نخست        |          |
| ۳۳   |                               | غلامرضا نیک‌پی (۱۳۵۸–۱۳۰۶)           |               | ۱۲ مهر ۱۳۴۸ (انتخاب: ۹ مهر) | ۲۵ مرداد ۱۳۵۶    | نخست        | نخست        |          |
| ۳۳   | دوم                           | غلامرضا نیک‌پی (۱۳۵۸–۱۳۰۶)           |               | ۱۲ مهر ۱۳۴۸ (انتخاب: ۹ مهر) | ۲۵ مرداد ۱۳۵۶    |             |             |          |
| ۳۳   | سوم                           | غلامرضا نیک‌پی (۱۳۵۸–۱۳۰۶)           |               | ۱۲ مهر ۱۳۴۸ (انتخاب: ۹ مهر) | ۲۵ مرداد ۱۳۵۶    |             |             |          |
| ۳۳   |                               | غلامرضا نیک‌پی (۱۳۵۸–۱۳۰۶)           |               | ۱۲ مهر ۱۳۴۸ (انتخاب: ۹ مهر) | ۲۵ مرداد ۱۳۵۶    |             |             |          |
| ۳۳   | چهارم                         | غلامرضا نیک‌پی (۱۳۵۸–۱۳۰۶)           |               | ۱۲ مهر ۱۳۴۸ (انتخاب: ۹ مهر) | ۲۵ مرداد ۱۳۵۶    |             |             |          |
| (۳۲) | سید جواد شهرستانی (۱۳۹۵–۱۳۰۳) |                                     | ۲۵ مرداد ۱۳۵۶ | ۱۵ بهمن ۱۳۵۷                |                  |             |             |          |
| (۳۲) | سید جواد شهرستانی (۱۳۹۵–۱۳۰۳) |                                     | ۲۵ مرداد ۱۳۵۶ | ۱۵ بهمن ۱۳۵۷                |                  |             |             |          |

### جمهوری اسلامی
| ر. | نام (دوران زندگی)            | نام (دوران زندگی)                     | نگاره         | آغاز تصدی                              | پایان تصدی       | گمارنده   | گمارنده   |
| -- | ---------------------------- | ------------------------------------- | ------------- | -------------------------------------- | ---------------- | --------- | --------- |
| ۳۴ |                              | محمد توسلی ( –۱۳۱۷)                   |               | ۷ اسفند ۱۳۵۷                           | ۳ دی ۱۳۵۹        |           | بازرگان   |
| –  |                              | سید رضا زواره‌ای (۱۳۸۴–۱۳۱۷) سرپرست    |               | ۳ دی ۱۳۵۹                              | ۲۴ دی ۱۳۵۹       |           | مهدوی کنی |
| ۳۵ |                              | سید کمال‌الدین نیک‌روش ( –۱۳۲۳)         |               | ۲۴ دی ۱۳۵۹                             | ۱۶ شهریور ۱۳۶۰   |           | مهدوی کنی |
| ۳۶ |                              | غلامحسین دلجو ( –۱۳۲۳)                |               | ۱۶ شهریور ۱۳۶۰                         | ۲۲ مهر ۱۳۶۱      |           | مهدوی کنی |
| ۳۷ |                              | محمدکاظم سیفیان (۱۳۹۵–۱۳۱۴)           |               | ۲۲ مهر ۱۳۶۱                            | ۲ شهریور ۱۳۶۲    |           | ناطق نوری |
| –  |                              | حسین بنکدار سرپرست                    |               | ۲ شهریور ۱۳۶۲                          | دی ۱۳۶۲          |           | ناطق نوری |
| ۳۸ |                              | محمدنبی حبیبی (۱۳۹۷–۱۳۲۴)             |               | دی ۱۳۶۲                                | آذر ۱۳۶۶         |           | ناطق نوری |
| –  |                              | سید مرتضی طباطبایی (۱۴۰۰–۱۳۲۹) سرپرست |               | آذر ۱۳۶۶                               | ۱۳ دی ۱۳۶۸       |           | محتشمی‌پور |
| ۳۹ |                              | غلامحسین کرباسچی ( –۱۳۳۲)             |               | ۱۳ دی ۱۳۶۸                             | ۱ مرداد ۱۳۷۷     |           | نوری      |
| ۳۹ |                              | غلامحسین کرباسچی ( –۱۳۳۲)             |               | ۱۳ دی ۱۳۶۸                             | ۱ مرداد ۱۳۷۷     |           | نوری      |
| ر. | نام (دوران زندگی)            | نام (دوران زندگی)                     | نگاره         | آغاز تصدی                              | پایان تصدی       | دورهٔ شورا | دورهٔ شورا |
| ۴۰ |                              | مرتضی الویری ( –۱۳۲۷)                 |               | ۱۲ خرداد ۱۳۷۸                          | ۳۰ بهمن ۱۳۸۰     | نخست      | نخست      |
| –  |                              | محمد حقانی ( –۱۳۲۲) سرپرست            |               | ۳۰ بهمن ۱۳۸۰                           | ۱۳ اسفند ۱۳۸۰    | نخست      | نخست      |
| ۴۱ |                              | محمدحسن ملک‌مدنی ( –۱۳۳۳)              |               | ۱۳ اسفند ۱۳۸۰ (انتخاب: ۶ اسفند)        | ۳۰ دی ۱۳۸۱       | نخست      | نخست      |
| –  |                              | محمدحسین مقیمی ( –۱۳۲۹) سرپرست        |               | ۳۰ دی ۱۳۸۱                             | ۳۰ اردیبهشت ۱۳۸۲ | —         | —         |
| ۴۲ |                              | محمود احمدی‌نژاد ( –۱۳۳۵)              |               | ۳۰ اردیبهشت ۱۳۸۲ (انتخاب: ۱۳ اردیبهشت) | ۷ تیر ۱۳۸۴       | دوم       | دوم       |
| –  |                              | علی سعیدلو ( –۱۳۳۱) سرپرست            |               | ۷ تیر ۱۳۸۴ (انتخاب: ۵ تیر)             | ۲۳ شهریور ۱۳۸۴   | دوم       | دوم       |
| ۴۳ |                              | محمدباقر قالیباف ( –۱۳۴۰)             |               | ۲۳ شهریور ۱۳۸۴ (انتخاب: ۱۳ شهریور)     | ۱ شهریور ۱۳۹۶    | دوم       | دوم       |
| ۴۳ | سوم                          | محمدباقر قالیباف ( –۱۳۴۰)             |               | ۲۳ شهریور ۱۳۸۴ (انتخاب: ۱۳ شهریور)     | ۱ شهریور ۱۳۹۶    |           |           |
| ۴۳ | چهارم                        | محمدباقر قالیباف ( –۱۳۴۰)             |               | ۲۳ شهریور ۱۳۸۴ (انتخاب: ۱۳ شهریور)     | ۱ شهریور ۱۳۹۶    |           |           |
| –  |                              | مصطفی سلیمی سرپرست                    |               | ۵ شهریور ۱۳۹۶                          | ۵ شهریور ۱۳۹۶    | پنجم      | پنجم      |
| ۴۴ |                              | محمدعلی نجفی ( –۱۳۳۰)                 |               | ۵ شهریور ۱۳۹۶ (انتخاب: ۱ شهریور)       | ۲۱ فروردین ۱۳۹۷  | پنجم      | پنجم      |
| –  |                              | سمیع‌الله حسینی مکارم ( –۱۳۳۹) سرپرست  |               | ۲۱ فروردین ۱۳۹۷                        | ۲۶ اردیبهشت ۱۳۹۷ | پنجم      | پنجم      |
| ۴۵ |                              | سید محمدعلی افشانی ( –۱۳۳۸)           |               | ۲۶ اردیبهشت ۱۳۹۷ (انتخاب: ۲۳ اردیبهشت) | ۲۶ آبان ۱۳۹۷     | پنجم      | پنجم      |
| –  |                              | پیروز حناچی ( –۱۳۴۲)                  |               | ۲۷ آبان ۱۳۹۷                           | ۷ آذر ۱۳۹۷       | پنجم      | پنجم      |
| ۴۶ | ۷ آذر ۱۳۹۷ (انتخاب: ۲۲ آبان) | پیروز حناچی ( –۱۳۴۲)                  | ۱۷ مرداد ۱۴۰۰ |                                        |                  | پنجم      | پنجم      |
| –  |                              | علیرضا جاوید ( –۱۳۵۸) سرپرست          |               | ۱۷ مرداد ۱۴۰۰                          | ۱۱ شهریور ۱۴۰۰   | ششم       | ششم       |
| ۴۷ |                              | علیرضا زاکانی ( –۱۳۴۴)                |               | ۱۱ شهریور ۱۴۰۰ (انتخاب: ۱۷ مرداد)      | در حال تصدی      | ششم       | ششم       |

## یادداشت
1. ↑  انتصاب توسط سید عبدالواحد موسوی لاری وزیر کشور صورت گرفت. شورای شهر تهران با رأی هیئت مرکزی اختلاف در ۲۴ دی ۱۳۸۱ منحل شده و وزیر کشور، مسئولیت‌های این نهاد را برعهده گرفته بود.[۵۰]